# Santa Colomba de Sanabria
Santa Colomba de Sanabria es una localidad española del  municipio de Cobreros, en la provincia de Zamora y la comunidad autónoma de Castilla y León.

## Geografía
El pueblo se encuentra ubicado en la comarca de Sanabria, al noroeste de la provincia de Zamora. Desde mediados del siglo XIX está integrado en el municipio de Cobreros, configurando su término junto con el correspondiente a las localidades de Avedillo de Sanabria, Barrio de Lomba, Castro de Sanabria, Cobreros, Limianos de Sanabria, Quintana de Sanabria, Riego de Lomba, San Martín del Terroso, San Miguel de Lomba, San Román de Sanabria, Sotillo de Sanabria y Terroso.
Santa Colomba se encuentra situado en pleno parque natural del Lago de Sanabria, el mayor lago de origen glaciar de España, además de un espacio natural protegido de gran atractivo turístico.

## Demografía
El número de habitantes ha ido descendiendo de modo paulatino desde la mitad del siglo XX, llegando a los 60 empadronados en el año 2015 según el INE.

## Historia

### Edad Media
Existen pocos datos seguros acerca del momento en el que Santa Colomba aparece en la historia, sin embargo, parece evidente que, como tal pueblo, este hecho debe situarse a partir del 920 en el X, coincidiendo con la primera repoblación que tiene lugar en la zona durante el reinado de Alfonso III de Asturias. La fundación del pueblo debió coincidir con la acogida de la primera oleada de cristianos que huyen, de territorio musulmán, para cobijarse como repobladores en los territorios recién conquistados por los reyes astures. En esta época no solo se funda con dichos repobladores Santa Colomba, sino que se fundan pueblos como San Miguel, San Martín, Sampil , San Román, etc.
Antes no es seguro que en alguna zona de lo que hoy es el término municipal hubiese habido población continuada anterior a la romanización, como parece ser que hubo en Avedillo), o bien con los visigodos tal como en la Puebla de Sanabria), o con los árabes, tal como hubo en Vime, aunque de forma bien particular.

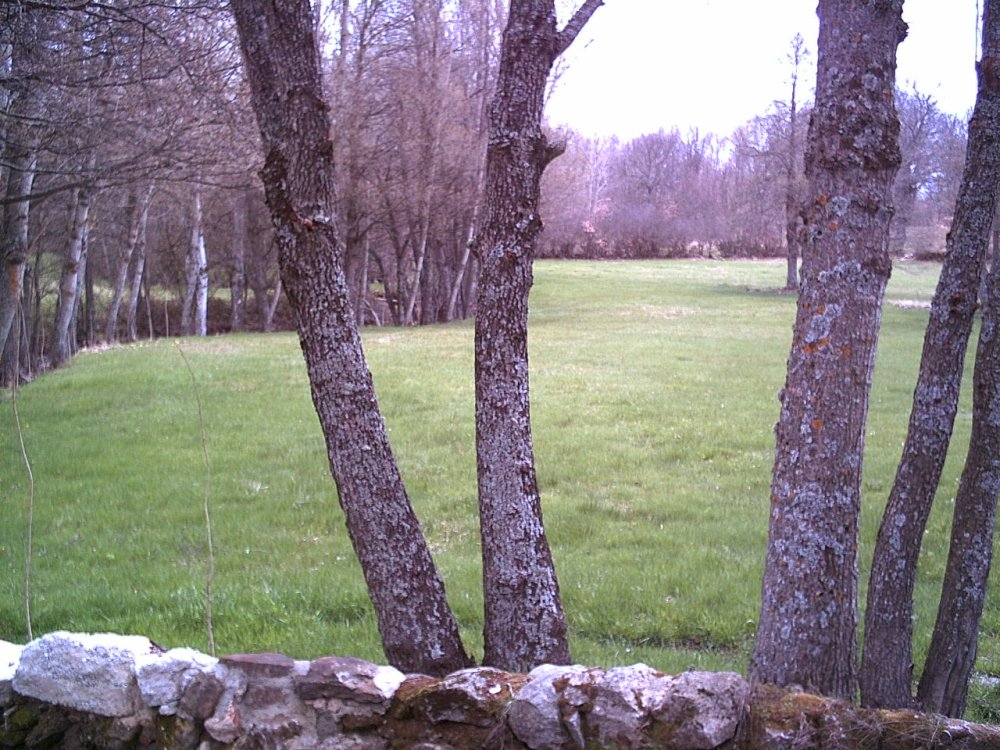
Prado cerca de Santa Colomba.

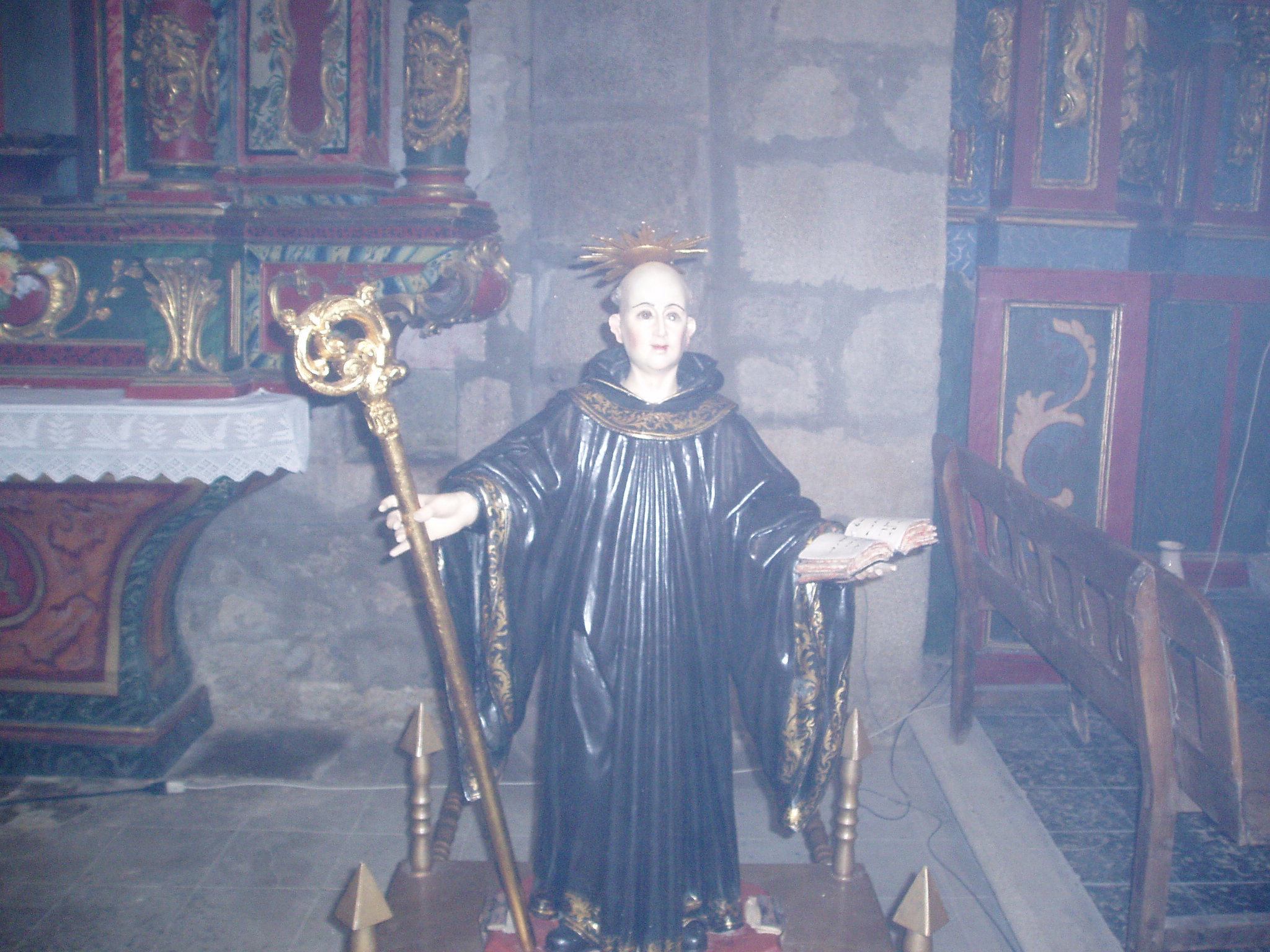
Talla de San Amaro que se venera en la iglesia parroquial de Santa Colomba de Sanabria

En todo caso, a partir del siglo X el espacio que ocupa Santa Colomba quedó integrado en el Reino de León, cuyos monarcas habrían acometido la repoblación de la localidad dentro del proceso repoblador llevado a cabo en Sanabria. Por otro lado, tras la independencia de Portugal del reino leonés en 1143 la localidad habría sufrido por su situación geográfica los conflictos entre los reinos leonés y portugués por el control de la frontera, quedando estabilizada la situación a inicios del siglo XIII.
Asimismo, mientras que, por ejemplo, hay documentos que prueban que la Puebla existía ya en el año 871, e incluso se citada en las actas del Concilio de Lugo del año 569, no es hasta el 11 de noviembre de 1171, cuando aparece la primera referencia histórica a Santa Colomba. Según consta en el Tumbo del Monasterio de San Martín de Castañeda, conservado en el Archivo Histórico Nacional. Ese día un tal Pedro Pérez, dona a dicho Monasterio el realengo que había recibido del rey Fernando II de León en “Sancta María de Avitello, sito iuxta Cubleiros et Sanctam Columbam” (Santa María de Avedillo, situado entre Cobreros y Santa Colomba). Durante esta época, el eje de la vida sanabresa es dicho monasterio, fundado en el año 916, teniendo gran importancia también el Monasterio de San Pelayo, o los pueblos de Trefacio,  Murias, Galende...

### Edad Moderna
No se encuentran más referencias al pueblo, ni directa ni indirecta, hasta 1591. Ese año, Felipe II decide hacer un censo en toda la nación, basado en motivos económicos, inmerso como está en guerras constantes por Europa. Las Tierras del Conde de Benavente tenían en aquella época una población de casi 17500 vecinos; estas tierras contabilizaban un total de 262 villas y lugares repartidas por las dos orillas de los ríos Tera y Esla. En esta época, Santa Colomba era una de las localidades que se integraban en la provincia de las Tierras del Conde de Benavente y dentro de esta en la receptoría de Sanabria.
Santa Coloma (como se le llama en el censo) en 1591 tenía 67 vecinos (aproximadamente unas trescientas personas), de los que casi un 71% (48) eran hidalgos, solo 18 eran pecheros y no había nada más que un clérigo. Los hidalgos eran nobles de baja extracción social, pero que insistían en considerarse como tales por un motivo fundamental, y es que los hidalgos, entre otros privilegios, no pagaban impuestos, cosa que sí que hacían los pecheros. Es este un dato curioso sobre todo si tenemos en cuenta que en toda la Tierra del Conde de Benavente la proporción hidalgos / pecheros era de casi dos hidalgos por cada más de ocho pecheros, y más si tenemos en cuenta que en algunos pueblos cercanos solo había un hidalgo por cada seis pecheros. En este censo todavía aparece el pueblecito de Parada, situado por encima de Requejo y ya con tan solo ocho habitantes, que se despoblaría poco tiempo después.
A mediados del siglo XVII es cuando parece ser que es construida la iglesia parroquial, dedicada a Santa Colomba, que irá sufriendo sucesivas reformas de diversa importancia desde entonces, como la de 1746, que le añade los arcos de la entrada, o la de 1772, hasta la última importante de 1964, año en la que se le pone el piso que actualmente tiene, y se suprimen el coro, el palco y parte de la cúpula central. Pero no debe olvidarse que desde su fundación y hasta ese siglo XVII es evidente que el pueblo hubo de tener otra iglesia, ya que esta constituía el eje de la vida rural, pero actualmente se ignora dónde pudo estar situada. Por otro lado, se sabe que la vieja ermita o capilla de la plaza, dedicada a la Virgen de la Portería (que fue demolida en 1925 para construir la actual) fue construida entre 1750 y 1762, lo que da idea de la bonanza económica que atraviesa el pueblo durante todo el siglo XVIII.
En plena época ilustrada, vuelve a realizarse otro censo general en el país. La motivación económica no ha desaparecido, por supuesto, pero también aparece el afán de la Corona por conocer de verdad cada pueblo del reino, para saber que es lo que necesita y en qué puede contribuir a la modernización del país. Será José Moñino, Conde de Floridablanca, el encargado de realizar este censo en el año 1787. Santa Colomba no ha crecido, y cuenta ahora con 265 habitantes (aunque aún queda lejos de los 918 de Porto o de los 808 de la Puebla), de ellos, 123 son varones y 142 son mujeres. Interesa al censor de la época conocer el oficio de cada ciudadano y así, ese va a ser el eje sobre el que gira dicho censo; por ello sabemos que de entre todos aquellos habitantes había un cura y un sacristán, y que todos los habitantes eran labradores, no habiendo en el pueblo ni un solo jornalero.
Es interesante observar que el porcentaje de hidalgos ha crecido hasta límites insospechados, siendo tal ya el 92% de los habitantes del pueblo, porcentaje extraordinariamente elevado para la época, y que debemos volver a interpretar en la clave económica antes mencionada.
Aquel año, El Puente ni siquiera era Mercado, era el Priorato de Nuestra Señora del Puente, y todo el pueblo se reducía a una ermita habitada por un cura, un sacristán y siete criados.

### Edad Contemporánea
Con la creación de las actuales provincias en 1833, Santa Colomba pasó a formar parte de la provincia de Zamora, dentro de la Región Leonesa, quedando integrado en 1834 en el partido judicial de Puebla de Sanabria.
Unos años más tarde, en 1841, empieza a construirse (con los exiguos fondos provinciales) lo que hoy es la carretera nacional N-525, (pero en su versión antigua, Zamora-Santiago); en un principio la carretera iba a haberse construido pegada a la frontera portuguesa, pero el temor al contrabando hizo que se decidiera que pasase por Puebla de Sanabria y justo por enfrente de Santa Colomba. Por lo demás, las comunicaciones entre los pueblos de la comarca eran imposibles, pues casi todos los caminos interlocales eran sendas intransitables para carros.
Solo nueve años después, el ministro de Hacienda, Pascual Madoz dirige la publicación del Diccionario geográfico-estadístico-histórico de España y sus posesiones de Ultramar. Se asegura en este Diccionario que el pueblo, poblado por 141 habitantes y cuyo presupuesto municipal asciende a 300 reales, está situado “en un valle cubierto de robles y castaños”, que el clima “es frío y húmedo” porque “reinan los vientos del sur, del este y del oeste”, y que “las enfermedades más comunes son las pulmonías y las tercianas”.
Continúa Madoz asegurando que (el pueblo) “tiene 56 casas; escuela de primeras letras por temporada, con dotación de doscientos reales, satisfechos por los padres de los 16 niños que la frecuentan; iglesia parroquial (Santa Colomba), servida por un cura de primer ascenso y libre provisión; una ermita en el centro del pueblo, sin advocación especial; y cuatro fuentes de buenas aguas para el consumo de los vecinos”. Madoz se fija en la venta situada a la entrada del pueblo y comenta que “en él se encuentra una venta llamada Cruz de las Ánimas, situada en la carretera de Galicia á (sic) Castilla; es de propiedad particular, y reditúa al pueblo 200 reales al año”.
Para Madoz, el terreno del pueblo “es de primera, segunda y tercera clase, fertilizado por las aguas del río Castro o (sic) Requejo”; los caminos “son limítrofes, excepto (sic) la indicada carretera”; y la correspondencia “se recibe de la cabeza del partido, sin día fijo”. Finalmente, Madoz analiza todo lo que se produce en el pueblo, y así, nos asegura que “se produce centeno, patatas, lino, hortaliza ordinaria y algunas frutas; cría ganado vacuno, lanar, y algún yeguar; caza de perdices, liebres, corzos, venados y jabalíes; y pesca de truchas”. La industria del pueblo la componen, en ese año de 1850 “seis telares de lienzo, que aunque ordinario es de lo mejor del país, y dos molinos harineros en decadencia”. El pueblo comercia con (la) “recría de ganados, y exportación (sic) de lino hilado y tejido”.
Precisamente en torno a 1850, el antiguo municipio de Santa Colomba de Sanabria se integró en el de Cobreros.
A finales del siglo XIX sigue habiendo solo una escuela a la que asisten casi con exclusividad los varones, aproximadamente en los años de 1940 la escuela se desdobla y aparece también una maestra que se dedica a la formación de las chiquillas, pues casi todas las mujeres son analfabetas, todas las señoras de 60 años o más recordaran a Doña Immaculada. Después vinieron otras que junto con el maestro D. Domingo Gordo Barrio, Señor Antonio San Román y después su hijo Agustín, Manolo, Inmaculada y José formaron el equipo docente del pueblo.
La emigración masiva a las grandes ciudades (sobre todo Madrid y, en menor medida, Sevilla o Bilbao), priva al pueblo de su gente joven, pero a cambio eleva su nivel de vida por las rentas que estos traen cuando regresan regularmente al lugar. Además, el crecimiento económico del país favorece el desarrollo de los servicios y de las infraestructuras en el pueblo, que progresivamente verá llegar la luz eléctrica (año 1955), asfaltados sus caminos (en 1970), instalado el teléfono (primero de uso público a comienzos de los años ochenta, y luego particulares a comienzos de los noventa), y despejada su comunicación vial con Cobreros, segunda salida natural del pueblo, a mediados de la década de los ochenta.
Los que emigraron a Sevilla, a Madrid, a Bilbao... trajeron el cambio. Ellos arreglaron la primitiva carretera que no era sino un camino, hicieron los primitivos depósitos de agua, ya que Santa Colomba fue de los primeros pueblos de la región en disfrutar de estos "lujos".

## Sociedad
Tradicionalmente los habitantes de este pueblo se dedicaron desde sus inicios a la agricultura y ganadería. Desde principios del siglo XX, una parte de la población joven comenzó a emigrar, preferentemente a Madrid, donde alcanzaron especial relevancia en algunos sectores como el del taxi o el de la hostelería, siendo también significativa la emigración que se dirigió  a Sevilla y al País Vasco.
Entre las fiestas que se celebran en esta localidad, hay que destacar la de la Virgen de la Portería (tercer domingo de agosto), la de la Virgen del Rosario y Sacramental (actualmente celebrada el puente del 1 de mayo y anteriormente el 2.º domingo de mayo), la de Santa Colomba y la de San Mauro (15 de enero).

## Hijos Ilustres
Desde el siglo XVI, los Rodríguez de Medio fueron la familia más poderosa del pueblo. De esta familia proceden diversos sacerdotes como Nicolás Arias Torres, José Mostaza Rodríguez de Medio o Miguel Mostaza Rodríguez de Medio, cuya vida se desarrolló a caballo entre los siglos XIX y XX. También en esos siglos destacaron el sacerdote José García Chimeno y su hermano el sastre Andrés García Chimeno. 
Diversas personalidades de especial relevancia en la vida política social española del siglo XX son naturales de Santa Colomba,  como pueden ser, en el ámbito académico el periodista Bartolomé Mostaza, el catedrático Miguel Mostaza Rodríguez, o el sociólogo Benjamín González Rodríguez; en el ámbito eclesiástico el canónigo Antonio Mostaza Rodríguez,  o el arcipreste de Ribadavia Joaquín Pérez Mostaza. 
En el ámbito de la gestión deportiva, destaca la figura de Miguel Ángel Mostaza, quizá el manager más exitoso de la historia del atletismo español, y en el ámbito médico, el doctor Jesús Iglesias San Román, director en su momento del Hospital San Camilo de Madrid. El politólogo Manuel Mostaza Barrios desciende de este pueblo por vía paterna.

## Administración Eclesiástica
Como gran parte de localidades de la tierra zamorana de Sanabria, Santa Colomba está localizada en la Diócesis de Astorga. Los archivos parroquiales consignan el nombre de los párrocos desde finales del siglo XVII:
- Juan Becerra (1693-1740)
- José del Valle (1740-1740)
- Tomás Rodríguez (1740-1741)
- Blas Cantón (1740-1781)
- Andrés Bara (1782-1806)
- Miguel Serrano (1806-1836)
- Sebastián Rodríguez (1840-1869)
- Miguel Pereira López (1878-1908)
- Alberto Lorenzo (1908) (6 meses como "regente")
- Andrés Prieto (1908-1916)
- José Rodríguez (1916-1918)
- Daniel García (1919-1923)
- Antonio Miguel Alonso (1923-1945)
- Miguel González López "Don Miguel” (1945-1985)
- Francisco Tagarro (1985-1988)
- Apolinar del Corral (1988-1990)
- José Antonio de la Fuente (1990-1996)
- José Antonio Testón Turiel (1996-2001)
- Samuel Pérez Prieto (2001-2017)
- Fernando García García (2017 - 2023)